# Mimegralla thaiensis
Mimegralla thaiensis är en tvåvingeart som beskrevs av Cresson 1926. Mimegralla thaiensis ingår i släktet Mimegralla och familjen skridflugor. Inga underarter finns listade i Catalogue of Life.